# Dieter Strack
Dieter Strack ( 1945, Berlín ) es un fisiólogo vegetal, botánico alemán, que se desempeña académicamente en el "Instituto de Bioquímica Vegetal Leibniz", en Halle (Sajonia-Anhalt).

## Algunas publicaciones
- r.a. Dixon, dieter Strack. 2003. Plant Metabolomics Special Issue. Ed. Pergamon, 11 pp.

- andrej Frolov, dieter Strack. 2010. Verbundprojekt: GABI-Kanada (CGAT): "YelLowSin" - Functional Genomic Approaches for the Development of Yellow-seeded, Low Sinapine Oilseed Rape (Canola, Brassica napus). Teilprojekt B: Metabolic Engineering of Sinapate Ester Metabolism and Indentification of Candidate Genes for Molecular ... 60 pp.

- dieter Strack, dierk Scheel. 1996. Untersuchungen zu Interaktionen verschiedener Kulturpflanzen mit pathogenen und symbiontischen Pilzen: Schlußbericht, Abschlußdatum des Vorhabens: 30.06.1996 (Estudios realizados en interacciones de diferentes cultivos con patógenos y hongos simbióticos: informe final, fecha de finalización del proyecto: 30/06/1996). Ed. Inst. für Pflanzenbiochemie, 10 pp.

- La abreviatura «Strack» se emplea para indicar a Dieter Strack como autoridad en la descripción y clasificación científica de los vegetales.[3]